# Funzioni della musica
Lo studio delle funzioni della musica è un dibattuto problema musicologico che coinvolge anche altre discipline, sia nel campo dell'arte sia in quello delle scienze sociali come la psicologia. In senso stretto, esso include un insieme di teorizzazioni di natura antropologico-musicale, o più specificamente etnomusicologica, prendendo le mosse in particolare dalla classificazione proposta nel 1964 dallo studioso Alan P. Merriam, nel cui saggio Antropologia della musica appare il concetto di funzione. Così intese, le funzioni della musica attengono ai fini generali dell'uso della musica in una dimensione sociale.

## Funzioni individuali
La musica esplica anzitutto una serie di funzioni che interessano l'individuo come singolo fruitore dell'esperienza musicale, e che appartengono pertanto alla sfera psichica del soggetto. In questo senso la musica svolge funzioni di stimolo psicofisico, sia attivo sia passivo, come proiezione di sogni e desideri, come generatrice di sensazioni in forma di elevazione estetica, piacere, talvolta serenità, ovvero - per il tramite della danza o comunque del movimento - come valvola di sfogo di pulsioni e aggressività.

## Funzioni sociali
Richiamando lo schema dei materiali culturali umani elaborato dall'antropologo Melville J. Herskovits, Alan P. Merriam lo applica alla musica per identificarne gli usi in relazione agli eventi culturali, pur avvertendo che si tratta di un catalogo parziale in quanto la musica accompagna gran parte delle attività umane.
In questo modo l'etnomusicologo identifica cinque diversi tipi di impiego della musica nella società: sotto Cultura materiale sono inclusi ad esempio i canti che accompagnano il lavoro; sotto Istituzione sociale quelli politici e a fini di istruzione; sotto L'uomo e l'universo quelli religiosi; sotto L'estetica il folklore, la danza e le arti in genere; sotto Linguaggio la comunicazione mediante strumenti musicali di grande potenza (si pensi al corno alpino).
In relazione a tali usi sociali, sono individuate dieci funzioni della musica, intese come fini dell'impiego del linguaggio musicale:
- l'espressione delle emozioni individuali o collettive;[8]
- il godimento estetico (presente in tutte le società con un'unica riserva su quelle primitive);[9]
- l'intrattenimento (puro o legato ad altre funzioni, il secondo prevalente nelle società primitive);[9]
- la comunicazione di messaggi e informazioni (in un linguaggio non universale, bensì inquadrato in una data cultura);[10]
- la rappresentazione simbolica di idee e significati;[11]
- la risposta fisica (stimolo delle reazioni corporee e corportamentali);[11]
- il potenziamento del conformismo e del rispetto delle norme sociali (controllo sociale, tipico dei riti iniziatici e dei canti di protesta);[11]
- il supporto delle istituzioni sociali e dei riti religiosi (attraverso il rafforzamento dei precetti e delle norme di comportamento);[12]
- il contributo alla continuità e alla stabilità della cultura (trasmissione di storie, miti, leggende ed espressione di valori);[13]
- il contributo all'integrazione sociale (attraverso la condivisione di valori e la cooperazione nelle attività musicali).[11]

Lo schema di Merriam è stato sintetizzato in tre sole funzioni più generali dall'italiano Francesco Giannattasio:
- le funzioni di espressione delle emozioni, di godimento estetico, di comunicazione e di rappresentazione simbolica sono convogliate in una generale funzione espressiva;[1]
- le funzioni di intrattenimento, di potenziamento del conformismo e del rispetto delle norme, di supporto delle istituzioni e dei riti e di contributo all'integrazione sociale sono raggruppate in quella di organizzazione e supporto delle attività sociali;[1]
- la funzione di risposta fisica è specificata in una funzione di induzione e coordinamento delle reazioni sensorio-motorie.[1]

## Funzioni specifiche
In senso più ampio, le funzioni della musica sono oggetto di indagine in vari settori dell'arte e delle scienze umane: così si studiano le funzioni della colonna sonora nel cinema, negli annunci pubblicitari, nei videogiochi, e le funzioni della musica come supporto terapeutico in medicina e psicologia (musicoterapia), o educativo in pedagogia.